# Morava (Srbija)
Morava, poznata još i kao Velika Morava je rijeka u Srbiji. 
Morava je duga 185 km i nastaje spajanjem Zapadne i Južne Morave. Kod Smedereva se ulijeva u Dunav. Ime rijeke Morave izvodi se od rimskog imena "Margus". Južna Morava tako se zove "Angrus", a Zapadna Morava "Brongus".
Morava je osim toga karakteristično geografsko ime za područja, koja nastanjuju Slaveni (vidi Moravsku).